# ناحیه مونرو، میشیگان
ناحیه مونرو (به انگلیسی: Monroe Township) یک منطقهٔ مسکونی در ایالات متحده آمریکا است که در شهرستان نیویگو، میشیگان واقع شده‌است.
 ناحیه مونرو ۹۳٫۳ کیلومتر مربع مساحت و ۳۲۴ نفر جمعیت دارد و ۲۷۹ متر بالاتر از سطح دریا واقع شده‌است.